# Wahlenbergia perrieri
Wahlenbergia perrieri är en klockväxtart som beskrevs av Mats Thulin. Wahlenbergia perrieri ingår i släktet Wahlenbergia och familjen klockväxter.
Artens utbredningsområde är Madagaskar. Inga underarter finns listade i Catalogue of Life.